# Mastika

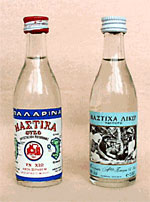
Ouzo mastika de Quíos y licor mastika.

El mastika (del griego μαστίχα masticha, ‘masticar, rechinar los dientes’) es originalmente un licor condimentado con mástique, una resina recogida del lentisco, un pequeño árbol perenne nativo de la región mediterránea que se cultiva en la isla de Quíos.
En Grecia se conocen dos bebidas bajo el nombre genérico mastichato. Una, el Mastichato Chio o Chios Masticha, es un licor a base de brandy nativo de la isla de Quíos. Acompaña a menudo postres de almendra y se sirve en banquetes de boda como digestivo. Tiene un olor dulce y un sabor parecido al regaliz. La otra bebida es un licor fuerte parecido al ouzo o al tsikoudia. Se sirve frío o a temperatura ambiente con hielo. Ambos se vuelven blancos cuando se vierten sobre hielo o se mezclan con agua, y forman pequeños cristales cuando se congelan. Se sirven con diversos mezedes (aperitivos), como pulpo, ensalada, sardina, calamares, calabacín frito y almejas, entre otros.
La palabra mastika se usa también ampliamente en países vecinos del sur de los Balcanes para un licor condimentado con anís. Se considera la bebida nacional de Macedonia del Norte. Conteniendo un 45 % de alcohol, tiene un sabor fuerte no muy diferente al del brandy, y suele hacerse con uvas, pasas, ciruelas o higos. Suele servirse sobre hielo y tomarse con mezedes. En Bulgaria, se combina a menudo con licor de menta para obtener un cóctel tradicional llamado облак (‘nube’). En Rumanía se usa como brindis en las bodas y se cree que es un buen acompañamiento de los platos tradicionales de pollo.
El rakı turco y el arak iraní también son parecidos.

## Producción
La producción de mastika suele partir de una base alcohólica hecha de fruta fermentada (normalmente uva), que se somete a destilación doble y se filtra a través de raíces de lentisco. El alcohol también puede condimentarse con mástique para darle su sabor distintivo.